# Pałac w Środzie Śląskiej
Pałac w Środzie Śląskiej – wybudowany w 1870 r., w Środzie Śląskiej.

## Położenie
Pałac położony jest w mieście, w województwie dolnośląskim, w powiecie średzkim.

## Historia
Obiekt jest częścią zespołu pałacowego, w skład którego wchodzi jeszcze park z aleją lipową.